# Maszrek

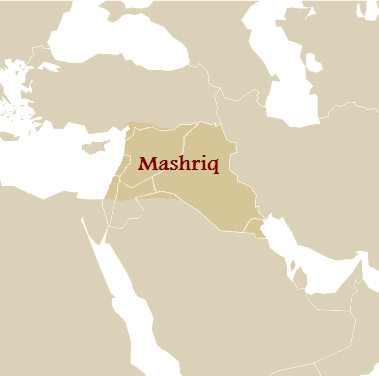
Maszrek w ujęciu historycznym

Maszrek (arab. ‏مَـشْـرِق‎, także Maszrik) – 'miejsce, gdzie wschodzi słońce’, dosłownie: ‘wschód’) – określenie stosowane przez Arabów w stosunku do regionu Bliskiego Wschodu.
W ujęciu historycznym pojęcie to oznaczało kraje: Irak, Syria, Liban, Palestyna i Jordania. Region obejmuje arabskojęzyczne kraje na wschód od Egiptu i na północ od Półwyspu Arabskiego. Obecnie przyjmuje się, że są to: afrykańskie – Egipt i Sudan, azjatyckie wymienione wcześniej oraz: Arabia Saudyjska, Jemen, Katar, Kuwejt, Oman, Zjednoczone Emiraty Arabskie (kraje Półwyspu Arabskiego) i Bahrajn; łącznie 14 państw. Czasem tym mianem określa się tylko kraje leżące w Azji.